# JWK
JWK is een Belgisch historisch merk van motorfietsen.
JWK produceerde in de jaren vijftig motorfietsen in Anderlecht. Van deze machines is alleen bekend dat ze werden aangedreven door tweetakt-Sachs-inbouwmotoren.